# Elbling

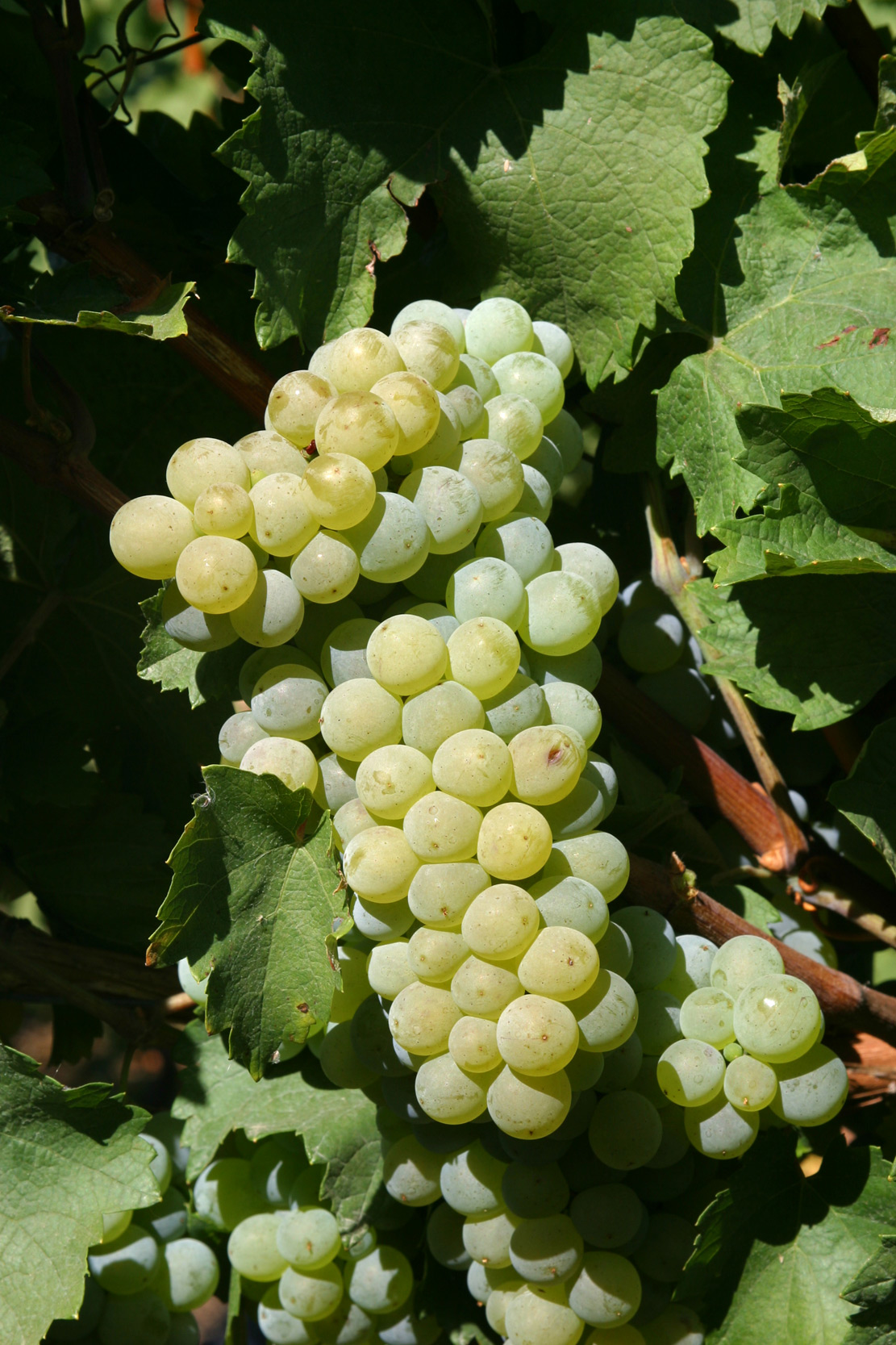
De “witte” Elbling.

De Elbling (van het Latijnse albus = wit) is een witte druif. Het is de oudste wijndruif in Europa en al door de Romeinen gekweekt in het Moezelgebied. Tot in de middeleeuwen was zij de meest voorkomende druif in Duitsland. Vanaf de 17de eeuw werd zij steeds meer verdrongen door de Riesling en de Sylvaner. De productieve druif levert een droge, eenvoudige witte wijn en is ook ideaal voor de productie van mousserende wijn.
De wijn van deze druif zijn zuurder dan die van de meeste nieuwe druivenrassen. Tintelend en met een fruitige smaak.
Nog steeds komt de Elbling veel voor. Vooral ten zuiden van de stad Trier.
Sinds de jaren 70 van de 19e eeuw wordt de druif ook in Luxemburg, langs de Moezel en de Sûre, veel aangeplant.
Deze witte Elbling niet verwarren met de zwarte Elbling en blauwe Elbling. Dit zijn rassen van de Trollinger.

De rode Elbling is een mutatie van het witte Elbling en wordt wel als een witte variëteit geclassificeerd. De kleur van de wijn is weliswaar lichtrood tot zalmroze.